# 德林斐特量子对
德林斐特量子對（Drinfeld quantum double、Drinfeld double或quantum double）是數學家德林斐特於1986年柏克萊國際數學家大會上提出的一種代數結構，由有限維霍普夫代數 {\displaystyle A} 以及其對偶 {\displaystyle A^{*}}製作出新的霍普夫代數，還自動包含半三角結構。量子對是量子群理論中極重要的建構。
在向量空間的層次上，量子對同構於張量積 {\displaystyle A\otimes A^{*}}，這個代數結構相當複雜。設 {\displaystyle (A,S)} 為域 {\displaystyle k} 上的有限維霍普夫代數，假定 {\displaystyle S} 可逆，並設 {\displaystyle \phi (,):A\otimes A^{*}\to k} 為 {\displaystyle A} 與 {\displaystyle A^{*}} 的自然配對。下列性質確定了量子對上唯一的霍普夫代數結構：
- 自然映射 {\displaystyle A\to A\otimes 1\subset A\otimes A^{*}} 與 {\displaystyle A^{*}\to 1\otimes A^{*}\subset A\otimes A^{*}} 是霍普夫代數的同構。
- {\displaystyle \forall a\in A,b\in A^{*},\;(a\otimes 1)\cdot (1\otimes b)=a\otimes b}
- 承上，{\displaystyle (1\otimes b)\cdot (a\otimes 1)=\sum _{(a),(b)}\phi (S^{-1}(a_{(1)}),b_{(1)})\phi (a_{(3)},b_{(3)})a_{(2)}\otimes b_{(2)}}

任取一組基 {\displaystyle a_{i}\in A} 及其對偶基 {\displaystyle b_{i}\in A^{*}}。元素
{\displaystyle R:=\sum _{i}(1\otimes a_{i})\cdot (b_{i}\otimes 1)\in {\mathcal {D}}_{\phi }(A,A^{*})^{\otimes 2}}
與基的選取無關，並滿足
- {\displaystyle R} 可逆。
- {\displaystyle R\cdot \Delta (-,-)=\Delta ^{\mathrm {op} }(-,-)\cdot R}
- {\displaystyle \Delta \otimes \mathrm {id} =R_{13}R_{23}}
- {\displaystyle \mathrm {id} \otimes \Delta =R_{13}R_{12}}

是故 {\displaystyle R} 給出了 {\displaystyle A\otimes A^{*}} 上的半三角結構。通常將此量子對記為 {\displaystyle {\mathcal {D}}_{\phi }(A,A^{*})}。